# Kościół św. Mikołaja w Sulingen
Kościół św. Mikołaja (niem. Nicolaikirche) – protestancki kościół parafialny w mieście Sulingen, w Dolnej Saksonii.

## Historia
Pierwsza drewniana świątynia w tym miejscu powstała najprawdopodobniej za czasów Karola Wielkiego. Około 1200 roku wzniesiono murowany obiekt. W 1290 roku w kościele znalazła się podarowana przez Heinricha II von Hoya chrzcielnica. Od 1527 roku służy ewangelikom. W 1705 roku spłonęła wieża kościelna, dzwon kościoła uległ zniszczeniu. Nowy instrument odlano w 1713 roku. W 1795 roku kościół służył jako szpital wojskowy. Neogotycki wygląd kościół zyskał w XIX wieku, a w 1965 roku podczas renowacji przywrócono romański wygląd wnętrza kościoła. 

## Galeria

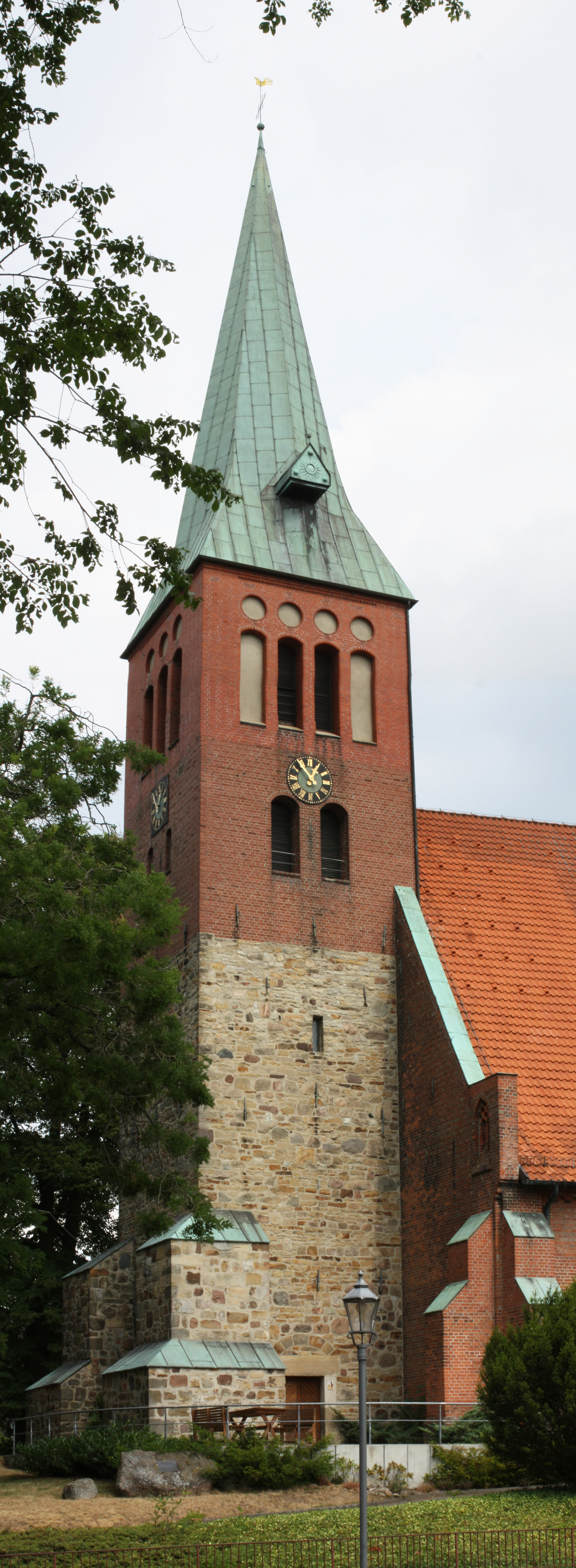
Wieża kościelna
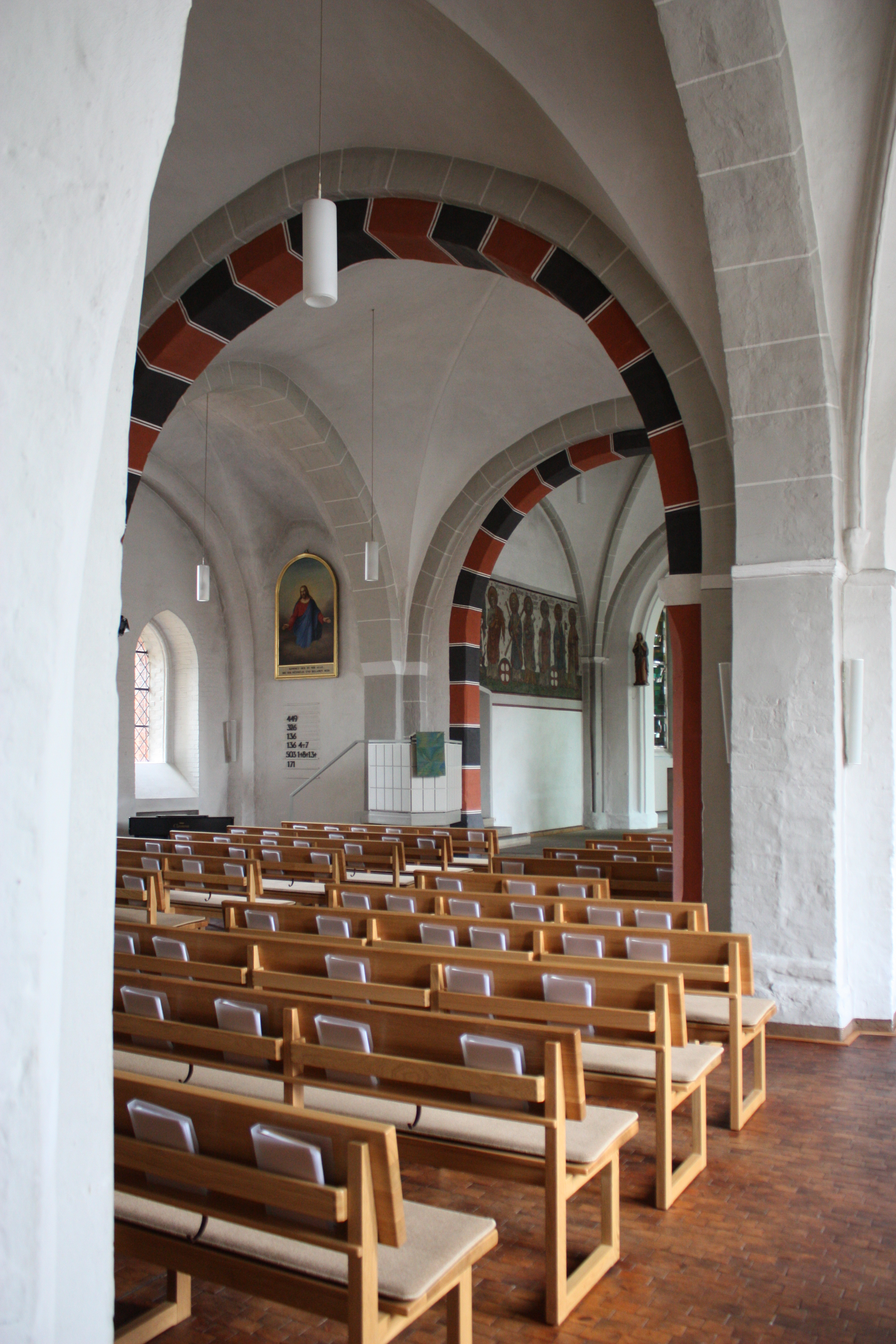
Korpus nawowy
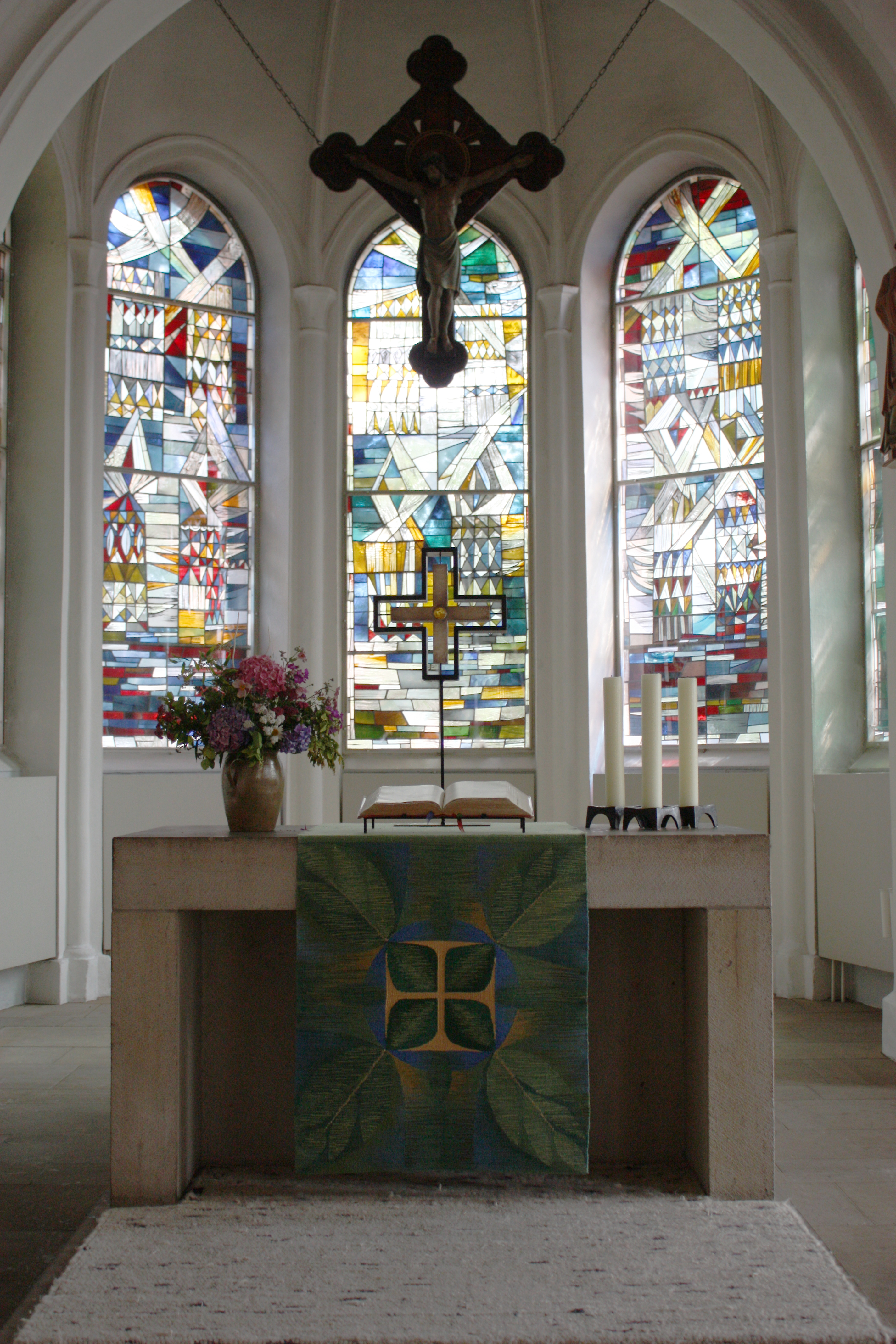
Ołtarz
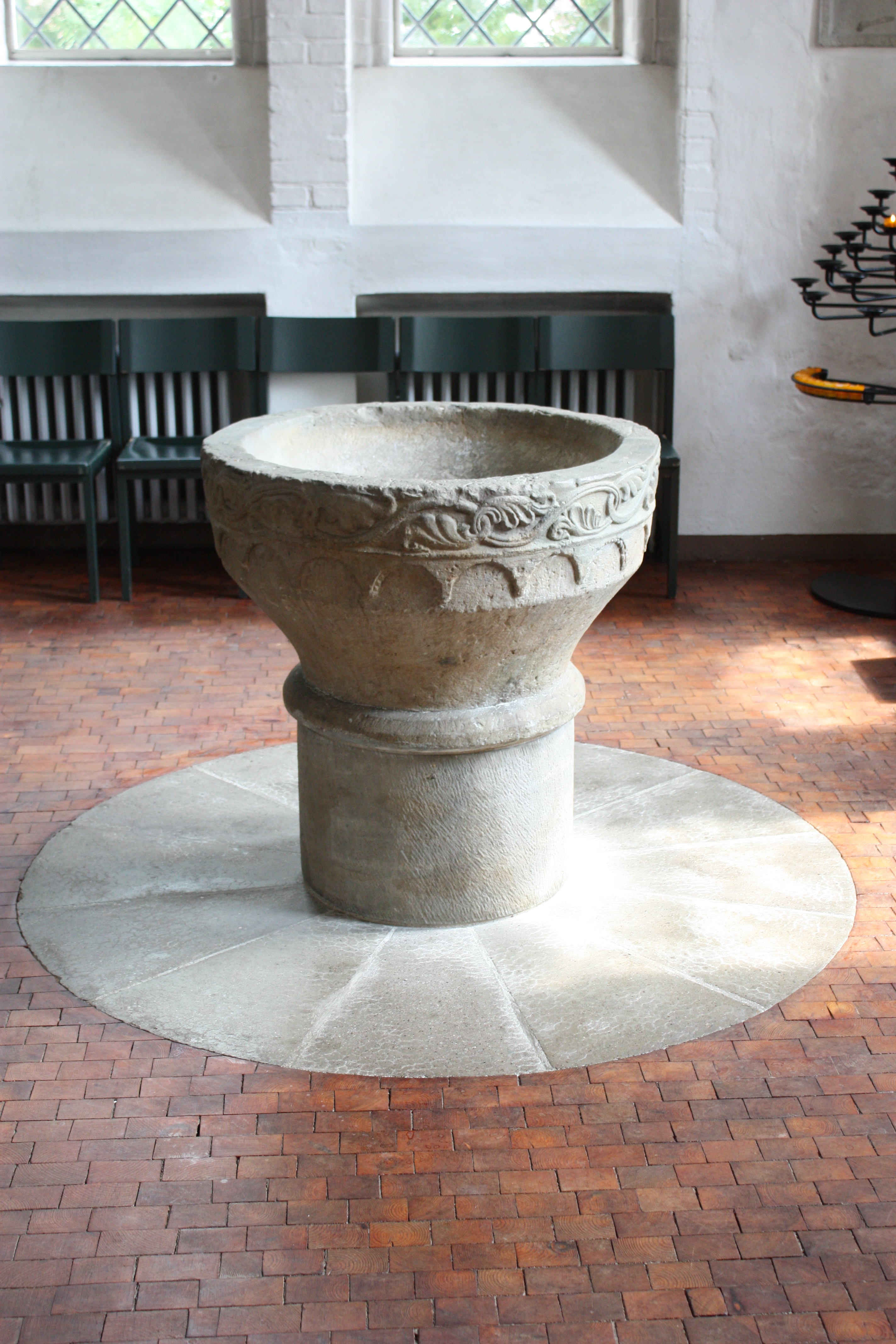
XIII-wieczna chrzcielnica